# Croix de cimetière

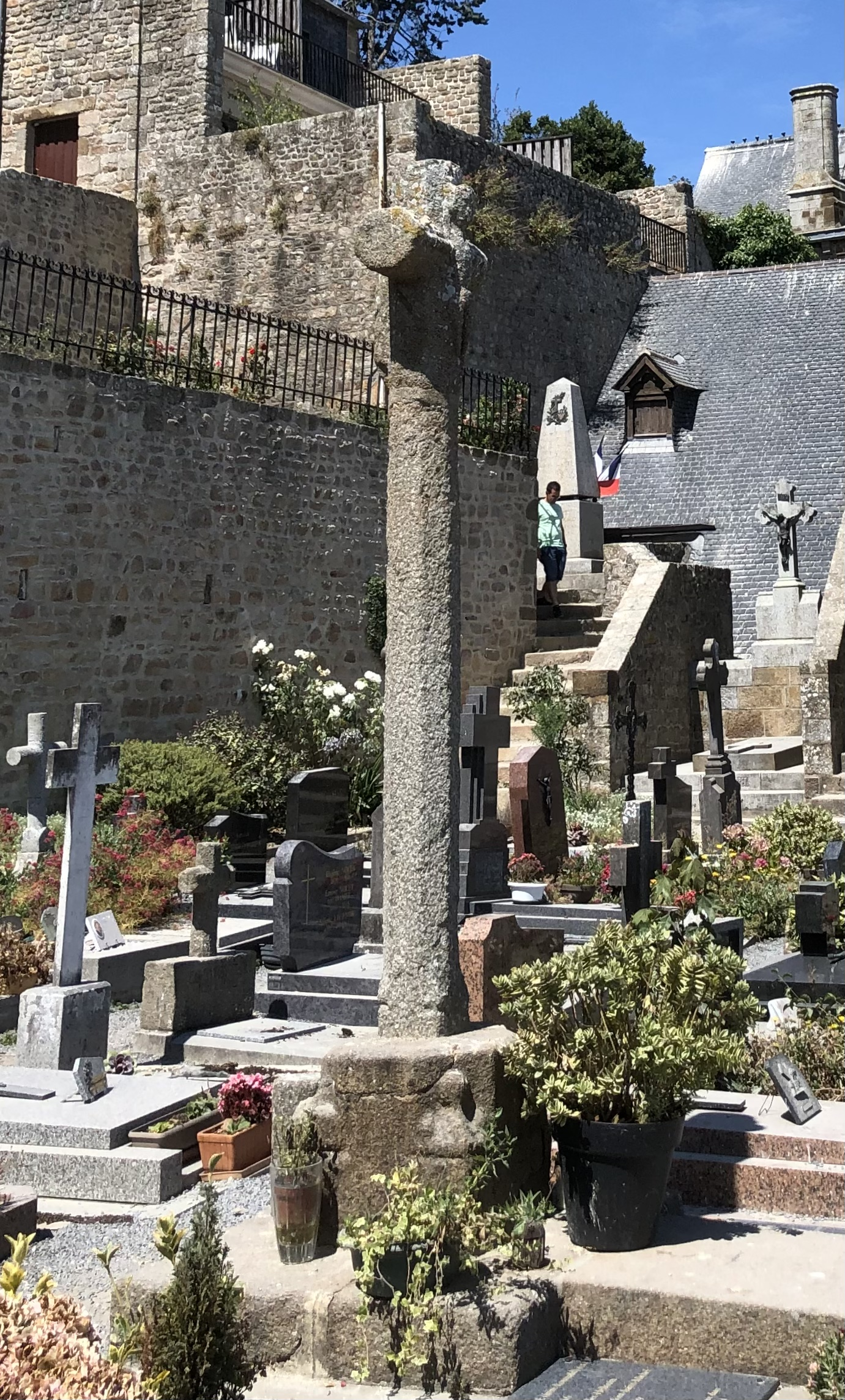
Croix de cimetière, 2022

Das Croix de cimetière (deutsch Friedhofskreuz) ist ein Kreuz in der Gemeinde Le Mont-Saint-Michel in Frankreich.
Das Kreuz befindet sich im südlichen Teil des Friedhofs von Mont-Saint-Michel.
Es ist aus Granit gefertigt und erhebt sich mit hohem schmalen Schaft auf einem Sockel. Auf der nach Osten weisenden Seite des Kreuzes ist eine Christusfigur aus dem Stein gearbeitet.